# المقطم
المقطم حي يقع أعلى جبل المقطم بالقاهرة، ينقسم إلى ثلاث هضبات: الهضبة العليا والوسطى والسفلى أو الصغرى.
من أهم منشآتها الحديثة، المركز العام لجماعة الإخوان المسلمين، نادي الصيد الجديد، وعدد من البنوك والشركات الخاصة ومشروع أب تاون التابع لشركة إعمار.

## تقسيم
الميدان الرئيسي هو ميدان النافورة ومن أهم الشوارع شارع 9، وهو الشارع الرئيسي.
كان مفتاح الفتح الإسلامي للفسطاط عاصمة مصر في ذلك العصر عندما استخدمه عمرو بن العاص للسيطرة على جميع أحياء الفسطاط من الأعلى ومعرفة تحركات جيوش الأعداء والرد عليها.
ومن الجدير بالذكر أن سفح المقطم به مقابر لبعض الصحابة.
وقد أُقيمت مجموعة سكنية في نهاية شارع 9 وسميت بمساكن الزلزال نسبة إلى زلزال عام 1992 حيث تم نقل عدد كبير من متضرري الزلزال إلى هناك.
بدأ البناء في المقطم في أوائل القرن العشرين بواسطة شركة إيطالية.

## مشاريع

### حى الأسمرات
هو منطقة سكنية جديدة في نهاية هضبة المقطم وعلى الطريق بين مدينة نصر والطريق الدائري. تتكون من مجموعة من التجمعات السكنية، وجزأ من الحي لا يزال قيد الإنشاء، ومعظم الإسكان المتوفر فيه اقتصادي ومتوسط

### اب تاون كايرو - المقطم
هو مجمع سكني متكامل ومغلق تم تطويره من قبل شركة إعمار مصر ويقع في موقع استراتيجي على سطح جبل المقطم ويستمتع قاطنية بإطلالة غيرة مسبوقة على مدينة القاهرة. المشروع يضم فيلات وعمارات سكنية ومباني ادارية وملاعب جولف وفنادق، ويعتبر من أرقى الأحياء السكنية في القاهرة بشكل عام، وتتمتع وحداته بخدمات مميزة وتشطيب عالي الجودة.

### كورنيش المقطم
يطلق على منقطة قريبة من ميدان النافورة ويتكون من فيلات راقية في منطقة هادئة يميزها سهولة الوصول إليها من ميدان النافورة ومدينة نصر عبر طريق صلاح سالم. يوجد جزء به عمارات سكنية اتجاه شارع 9 وهي مكونة من 5 أدوار تتوفر فيها شقق فاخرة وتتمتع بمنظر رائع على مدينة القاهرة.

## معرض الصور

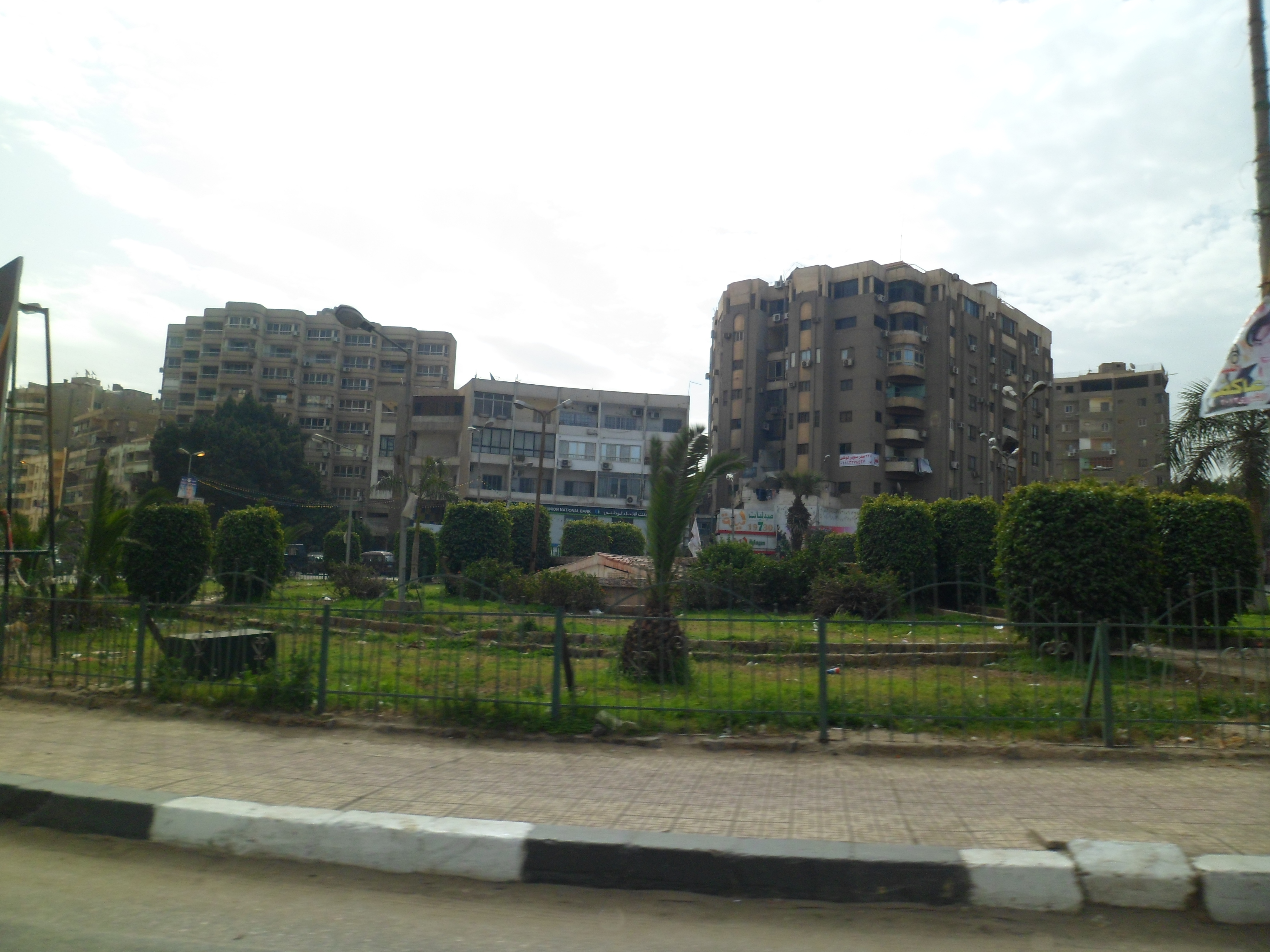
ميدان النافورة.طريق داخلي بمشروع «أب تاون»
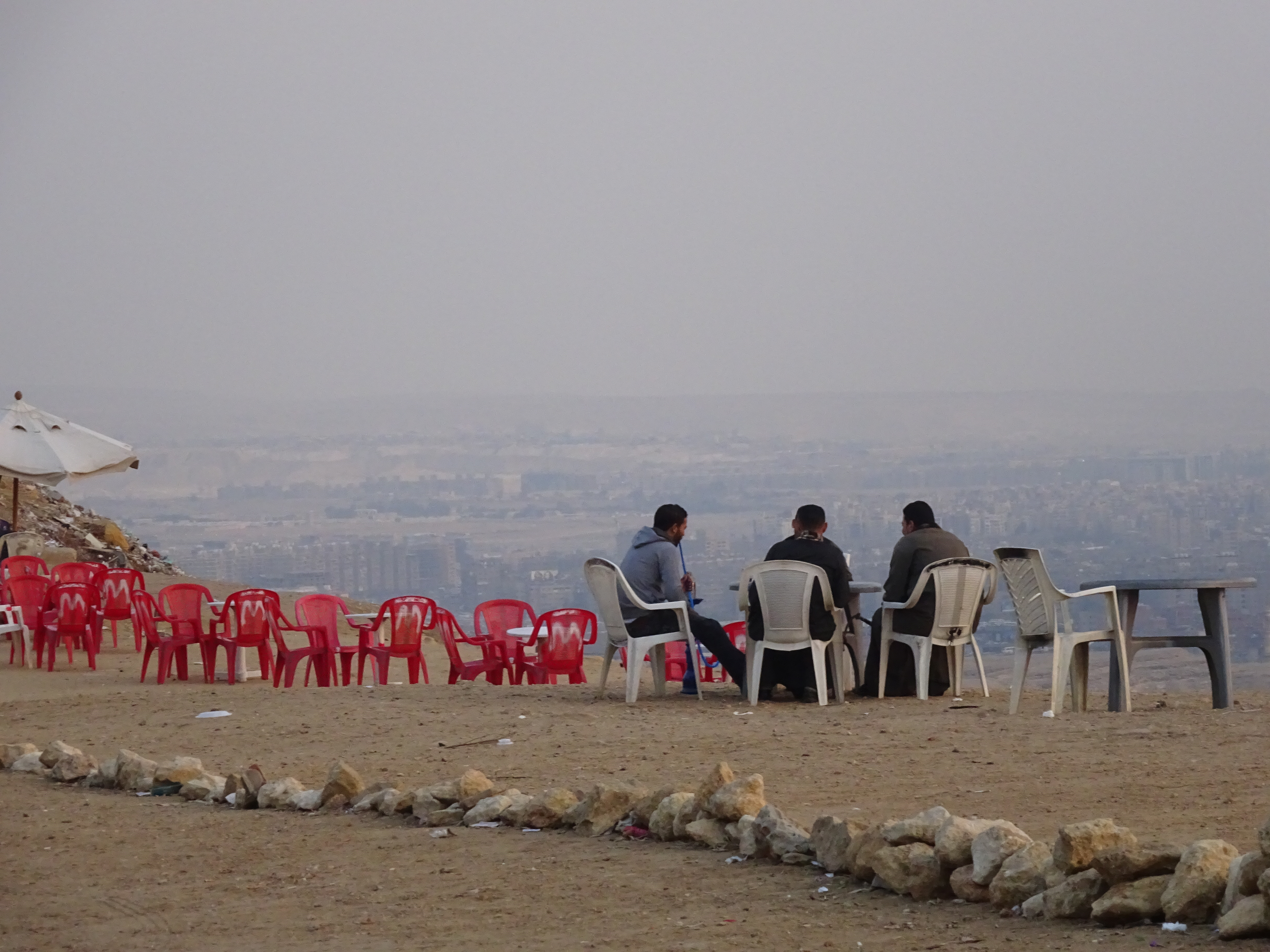
كورنيش المقطم.
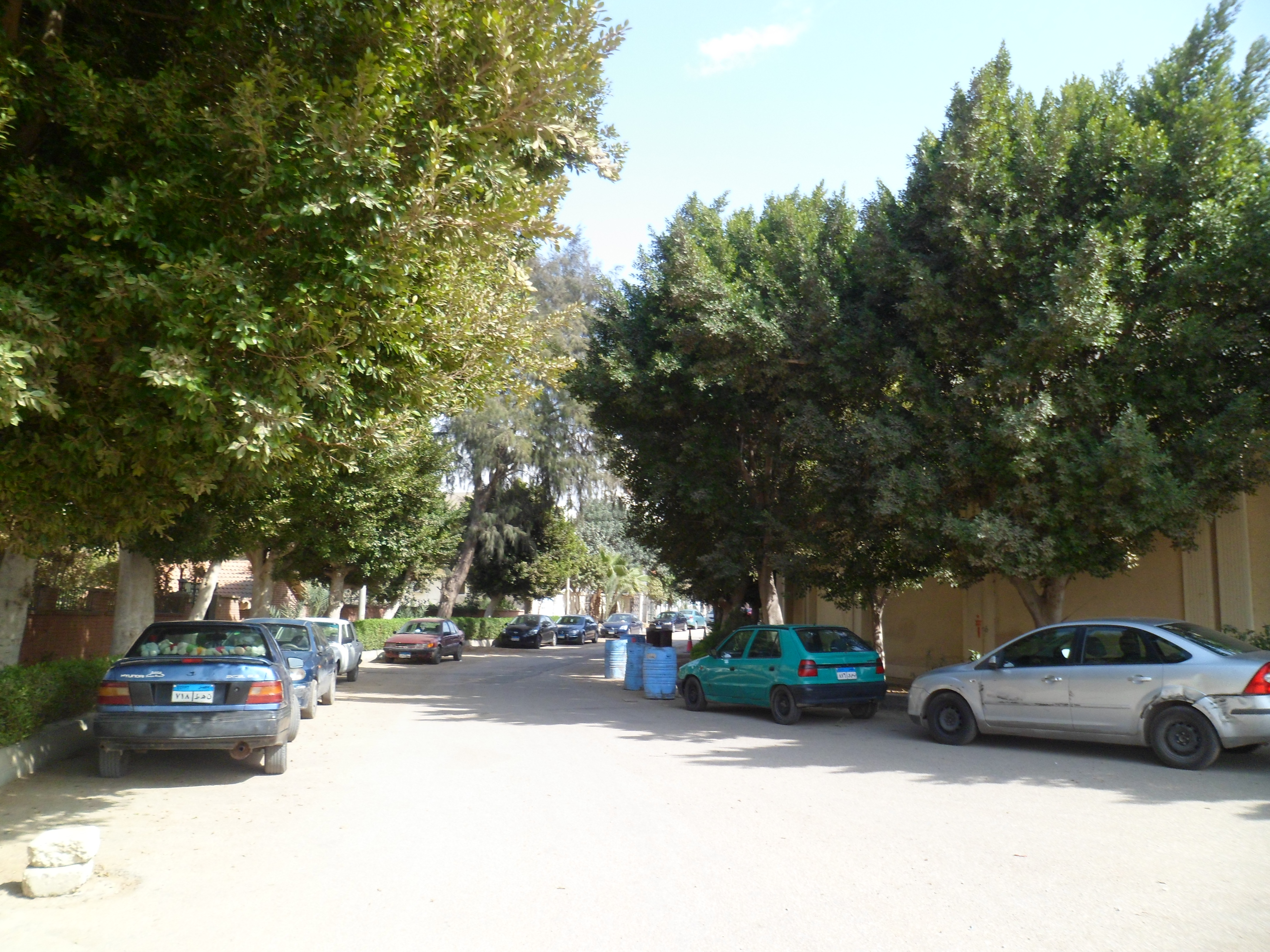
شارع رقم 8، كمعظم شوارع المقطم يتم تسميتها بأرقام.